# Legislatura constituyente de España
La legislatura constituyente de España comenzó el 13 de julio de 1977 cuando, tras la celebración de las elecciones generales, se constituyeron las Cortes con arreglo a la Ley para la Reforma Política, y terminó el 2 de enero de 1979, con la disolución de las mismas, si bien algunos de sus miembros continuaron en funciones como parte de la Diputación Permanente hasta la toma de posesión de los nuevos parlamentarios el 23 de marzo de 1979. Le sucedió la i legislatura.
La Unión de Centro Democrático obtuvo mayoría simple en el Congreso de los Diputados. Adolfo Suárez fue confirmado como presidente del Gobierno por el rey Juan Carlos I y formó su segundo Gobierno. Durante esta legislatura se culminó el proceso de la Transición Española desarrollado en el país tras la muerte de Francisco Franco al propiciar la redacción de la Constitución española de 1978. Tras la proclamación de la misma, se disolvieron las Cortes y se convocaron elecciones generales.

## Inicio de la legislatura

### Elecciones generales
Las elecciones generales de 1977 fueron las primeras elecciones libres en España desde las elecciones de 1936 en la Segunda República. Los resultados electorales dieron la victoria a Unión de Centro Democrático (UCD) que obtuvo 165 escaños. El Partido Socialista Obrero Español (PSOE) se convirtió en el principal partido de la oposición con 118 escaños.

### Gobierno
Dos días después de la celebración de las elecciones, el rey Juan Carlos I confirmó a Adolfo Suárez en su cargo de presidente del Gobierno tras su dimisión protocolaria. El 4 de julio se hizo pública la composición del nuevo Gobierno.

## Elecciones parciales de 1978
El 17 de mayo de 1978 se celebraron unas elecciones parciales al Senado para cubrir dos vacantes: la de Julián Andúgar, senador del PSOE por Alicante fallecido en septiembre de 1977; y la de Wenceslao Roces, senador del PCE por Asturias que había dimitido por motivos de salud en noviembre. Resultaron vencedores los dos candidatos socialistas.
Se organizaron de acuerdo al régimen electoral preconstitucional y han sido las últimas elecciones parciales que se han convocado pues la ley electoral actual no las contempla al ser un sistema de listas cerradas.

## Constitución de 1978

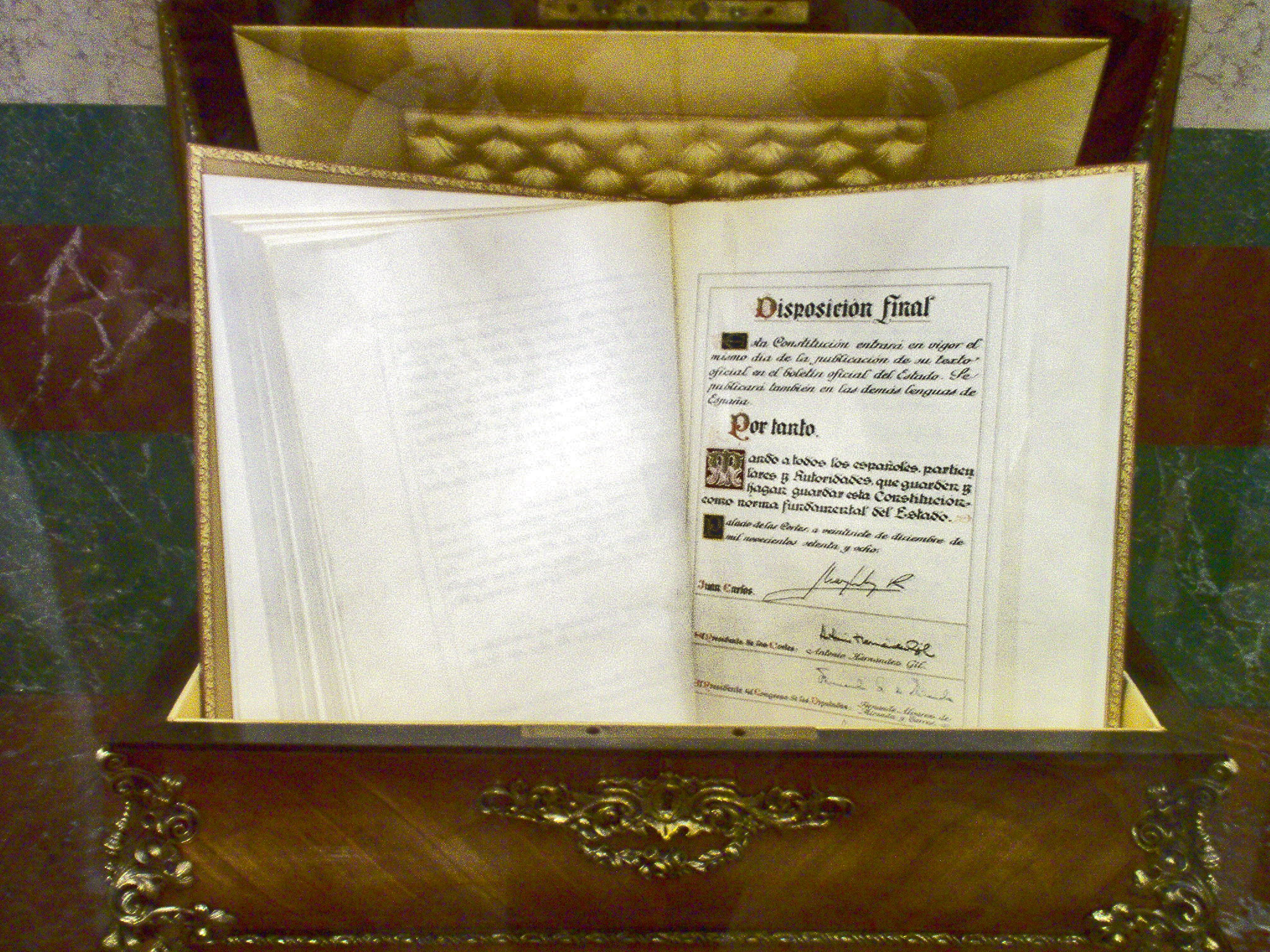
Ejemplar de la Constitución conservado en el Congreso de los Diputados.

El 21 de julio de 1978, el Pleno del Congreso aprobó el proyecto de Constitución por 258 votos a favor, 14 abstenciones y 2 votos en contra. Los ocho diputados del Partido Nacionalista Vasco (PNV) se ausentaron del hemiciclo momentos antes de la votación. El Grupo Parlamentario de Alianza Popular se dividió (votaron a favor ocho diputados, cinco lo hicieron en contra y tres se abstuvieron) y se abstuvieron los diputados Barrera y Arana, de Esquerra Republicana de Cataluña. Votaron en contra los diputados Francisco Letamendía (Euskadiko Ezkerra) y Federico Silva Muñoz (Alianza Popular). A continuación, se procedió al examen del texto del Congreso por la Comisión Constitucional del Senado, y el Pleno del mismo órgano. Las discrepancias entre el texto aprobado por el Congreso y el aprobado por el Senado hicieron necesaria la intervención de una Comisión Mixta Congreso-Senado, que elaboró un texto definitivo. Este fue votado y aprobado por las dos Cámaras el 31 de octubre de 1978.
El 7 de noviembre de 1978 se inició la campaña para el referéndum constitucional. El 6 de diciembre se sometió a referéndum el proyecto de Constitución aprobado por las Cortes. Fue aprobado con el 87,87 % a favor de los votos emitidos. El 27 de diciembre el rey sancionó la Constitución en una sesión conjunta del Congreso de los Diputados y del Senado, celebrada en el Palacio del Congreso.
El 29 de diciembre del mismo año, con la publicación en el Boletín Oficial del Estado, entró en vigor la Constitución. Ese mismo día el Presidente del Gobierno, Adolfo Suárez, anunció la disolución de las Cortes y la convocatoria de elecciones generales y municipales, que se celebraron el 1 de marzo de 1979.

## Economía
- Ley 44/1978, de 8 de septiembre, del Impuesto sobre la Renta de las Personas Físicas.
- Ley 61/1978, de 27 de diciembre, del Impuesto sobre Sociedades.

Durante este período, aumentó el PIB en un 3% y la inflación descendió del 47% en 1977 al 26,5% en 1979. 
Más de un millón de españoles seguían en paro y el 25 de octubre de 1977, se subscribieron los denominados Pactos de la Moncloa. El 11 de noviembre, se creó el Fondo de Garantía de Depósitos.

## Política interior

### Terrorismo
El 24 de enero, los GRAPO secuestran al Presidente del Consejo Supremo de Justicia Militar, General Villaescusa.

### Proceso autonómico
Se aprobaron los regímenes preautonómicos de Cataluña y del País Vasco.

## Medidas sociales
- Aprobación de la Ley de Amnistía (Ley 46/1977, de 15 de octubre, de Amnistía), promulgada el 15 de octubre de 1977.
- Aprobación por las Cortes el 30 de marzo de la regulación del derecho de asociación sindical.

## Fin de la legislatura
La Constitución española se promulgó el 29 de diciembre de 1978 con la publicación de la misma en el Boletín Oficial del Estado. En cumplimiento de la disposición transitoria octava de la Constitución, se disolvieron las Cortes y se convocaron elecciones generales a través del Real Decreto 3073/1978, de 29 de diciembre. Las Cortes quedaron disueltas el 2 de enero de 1979.